# Pseudaletia sequax
Pseudaletia sequax là một loài bướm đêm trong họ Noctuidae.